# Hall PH
Hall PH –amerykańska łódź latająca zaprojektowana i wybudowana w zakładach Hall-Aluminum Aircraft Corporation w 1929. Samolot powstał na zamówienie United States Navy (USN) jako wersja rozwojowa wcześniejszych wersji samolotów Naval Aircraft Factory PN, które z kolei powstała jako modernizacja samolotu Felixstowe F5L pochodzącego jeszcze z okresu I wojny światowej.  Samoloty Hall PH używane był przez USN oraz United States Coast Guard (USCG) jeszcze w czasie II wojny światowej.  Były to ostatnie dwupłatowe łodzie latające służące w amerykańskich siłach zbrojnych, uważana są także za najlepsze ówczesne samoloty tego typu.

## Tło historyczne
27 grudnia (lub 29 grudnia) 1927 zakłady Hall-Aluminum Aircraft Corporation otrzymały kontrakt na zaprojektowanie i wybudowanie łodzi latającej bazującej na wcześniejszej serii samolotów Naval Aircraft Factory PN.  W latach 20. XX wieku samoloty typu NAF PN były podstawowymi łodziami latającymi dalekiego zasięgu używanymi przez USN i były budowane w kilku wariantach przez różne firmy, ich podstawowa konstrukcja bazowała na powstałym jeszcze w 1917 samolocie Felixstowe F.5.
Zaprojektowany w zakładach Halla prototyp XPH-1 był zbliżony do PN-11, miał metalowy (aluminiowy) kadłub i metalową konstrukcję skrzydeł.  Pierwszy lot nowego samolotu odbył się w grudniu 1929.

## Opis konstrukcji
Łódź latająca Hall XPH-1 była dwusilnikowym, dwupłatowym samolotem o konstrukcji metalowej ze skrzydłami krytymi płótnem.  Była to pierwsza łódź latająca zbudowana dla USN z półskorupową konstrukcją kadłuba.  W pierwszej, prototypowej wersji napęd samolotu zapewniały dwa silniki Wright Cyclone GR-1750D o mocy 537 KM każdy z trzypłatowymi, metalowymi śmigłami o zmiennym skoku.  XPH-1 miał takie same skrzydła jak jego poprzednik PN-11 ale ze zmienionym układem zastrzałów (rozpórek), zmieniono nieco konstrukcję i kształt kadłuba, powiększono statecznik pionowy i ster.
Załogę stanowiło sześć osób w tym dwóch pilotów w otwartym kokpicie oraz dwóch strzelców, także w otwartych kokpitach, obsługujących pojedyncze (według inne źródła - podwójne) karabiny maszynowe typu Lewis - jedno stanowisko strzeleckie znajdowało się na dziobie samolotu, drugie za skrzydłami.

## Historia

### XPH-1

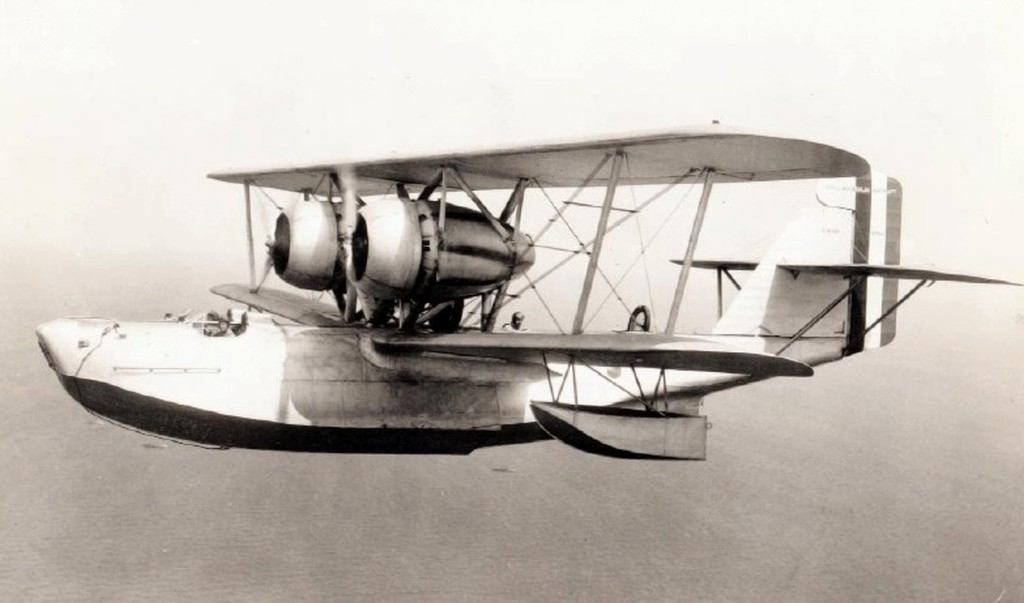
XPH-1 w locie, w tym modelu kabina pilotów była jeszcze otwarta

Pierwszy lot XPH-1 (numer seryjny USN - BuA-8004) odbył się w grudniu 1929, za jego sterami zasiadał William H. McAvoy.  Osiągi samolotu nie różniły się znacząco od wcześniejszych samolotów serii PN ale pomimo tego USN zamówiła 10 czerwca 1930 dziewięć samolotów w wersji produkcyjnej.

### PH-1
Pierwsza wersja produkcyjna zbudowana dla USN, zamówiona 10 czerwca 1930 (numery seryjne USN BuA-8687/8695).  Pierwszy samolot tej wersji został oblatany w październiku 1931.  W porównaniu z prototypem samoloty te miały silniki o większej mocy (Wright R-1820-6, 620 KM każdy), zamkniętą kabinę pilotów, uzbrojenie obronne zostało zwiększone do podwójnych karabinów maszynowych typu Browning (według innego źródła - cztery pojedyczne karabiny maszynowe).  Samoloty mogły też przenosić do 2000 funtów (907 kg) bomb pod skrzydłami.  Pomimo większej masy własnej model PH-1 był szybszy od prototypu o 10 mil na godzinę (16 km/h).
W służbie USN samoloty były bardzo lubiane, szczególnie ceniono ich dobre właściwości morskie (szczególnie przy dużej fali) i dobre właściwości pilotażowe.
Wszystkie samoloty służyły w dywizjonie patrolowym VP-8S w latach 1932-1937.  Pierwsze samoloty zostały dostarczone do Dywizjonu 1 listopada 1930.  W czasie służby i ćwiczeń samoloty dywizjonu zazwyczaj korzystały z tendrów USS „Wright”, „Swann” i „Lapwing”.
Po wycofaniu ze służby zostały zastąpione przez łodzie latające Consolidated PBY Catalina.

### PH-2
Dobre właściwości morskie samolotów sprawiły, że zainteresowała się nimi USCG i w czerwcu 1936 Coast Guard zamówił siedem samolotów w wersji PH-2 (numery seryjne USCG - V164/170).  W tej wersji samoloty otrzymały silniki o jeszcze większej mocy (R-1820-F-51, 750 KM), powierzchnia skrzydeł została zmniejszona o 53 stopy kwadratowe przy niezmienionej rozpiętości, z samolotu usunięto uzbrojenie obronne i zainstalowano oprzyrządowanie wymagane przez USCG do misji typu SAR.  W wyposażeniu samolotu użyto wszystkich ówczesnych nowinek technicznych, miały one bardzo bogate wyposażenie radiowe, kompasy żyroskopowe, radionamierniki, wewnętrzny system komunikacyjny, a także głośniki pozwalające na komunikację ze światem zewnętrznym o zasięgu wynoszącym do jednej mili (1600 m).
W porównaniu z poprzednią wersją samoloty miały zasięg zwiększony o 300 mil, mogły przenosić do czterech 250-funtowych bomb głębinowych lub do dwudziestu pasażerów.  Samoloty weszły do służby w 1938 i służyły do 1941.
W momencie ich wejścia do służby były to największe samoloty kiedykolwiek zamówione przez USCG.

### PH-3
W 1939 Coast Guard zamówił kolejnych siedem samolotów w nieco zmienionej wersji PH-3 (numery seryjne USCG V-177/183).  Główne różnice polegały na zmodyfikowanych obudowach silników i zmienionej owiewce kabiny pilotów.  Pierwszy samolot wszedł do służby w maju 1940, ostatni został dostarczony w styczniu 1941.
Po ataku na Pearl Harbor i przystąpieniu Stanów Zjednoczonych do wojny będące w służbie PH-3, podobnie jak wszystkie samoloty USGC, otrzymały standardowy zielono-szary kamuflaż USN, zostały także uzbrojone w cztery pojedyncze karabiny maszynowe typy Lewis.  W czasie wojny samoloty były używane do misji patrolowych, SAR oraz do zwalczania okrętów podwodnych.  Ostatni PH-3 został wycofany ze służby w 1944.
Samoloty serii Hall PH były ostatnimi dwupłatowymi łodziami latającymi w służbie amerykańskich sił zbrojnych, uważane są także za najlepsze łodzie latające z tego okresu.